# Mentha australis
Mentha australis  (лат.) — вид растений из рода Мята подсемейства Котовниковые семейства Яснотковые.

## Синонимы
- Micromeria australis Benth. (1834).

## Распространение
Мята австралийская встречается в Австралии: растёт в восточной Австралии во всех штатах и на всех территориях, но не встречается в Западной Австралии. Местные общеупотребительные названия растения — river mint, native mint, native peppermint и Australian mint.